# آرامگاه بابک
بقعه بابک مربوط به دوره صفوی است و در میبد، محله فیروز آباد، کوچه مقیم واقع شده و این اثر در تاریخ ۱۲ تیر ۱۳۸۴ با شمارهٔ ثبت ۱۲۰۶۰ به‌عنوان یکی از آثار ملی ایران به ثبت رسیده است.